# Tipula (Yamatotipula) sempiterna
Tipula (Yamatotipula) sempiterna is een tweevleugelige uit de familie langpootmuggen (Tipulidae). De soort komt voor in het Palearctisch gebied.